# Итальянизация
Итальянизация (итал. Italianizzazione) — процесс добровольного и насильственного перехода на итальянский язык и усвоения итальянской культуры. Впервые итальянизация развернулась в самой Италии, после объединения независимых итальянских государств под флагом единой республики. При этом наметилась тенденция к замене провинциального самосознания (сицилийцы, венецианцы и т. д.) и связанного с ним исконного диалекта на общеитальянские. С 1860-х годах это вызывало недовольство как на юге, так и на севере страны.
Естественная итальянизация также затрагивала нероманские народности страны ещё со времён средневековья. Так, полной или частичной итальянизации подверглись греки, арбереши, часть славян и германцев, селившиеся на территории Италии в разные эпохи её истории.

## Германоязычные земли
Наибольшего размаха насильственная итальянизация достигла в начале XX века. В период после Первой мировой войны, широкую огласку в прессе приобрела итальянизация Южного Тироля, отторгнутого от побеждённой Австрии в 1919 г. Соглашение между Гитлером и Муссолини закрепило результаты итальянизации; Германия отказалась от претензий на защиту немецкого населения региона, предложив местным немцам, не готовым итальянизироваться, переселяться в Германию.

## Славяноязычные земли
В период фашистской власти в Италии начались гонения на хорватов и словенцев в Истрии и Далмации. Особенно активными репрессии стали с 1941 г., когда итальянцы также оккупировали Словению и создали Провинцию Любляна. Для противников итальянизации были созданы два концлагеря: Рабский концентрационный лагерь и Молатский концентрационный лагерь. С ведома генерала М. Роатта ряд деревень были уничтожены вместе с жителями.

## Греция
Грекам Додеканесских островов, равно как и жителям итальянских колоний в Африке также активно навязывалось итальянское самосознание, хотя и в менее жёстких, по сравнению со славянским населением формах.
После вторжения итальянцев в Грецию в 1941 г. активной итальянизации подвергся остров Корфу, исторически входивший в состав Венецианской республики. Делопроизводство было полностью переведено на итальянский язык.

## Послевоенные последствия
После потери полуострова Истрия и в условиях развернутых партизанами этнических чисток большая часть итальянцев покинула республику Югославия. По отношению к оставшимся применялась политика хорватизации, которая также затронула местную топонимику.
В Южном Тироле в послевоенный период продолжающаяся итальянизация натолкнулась на активное сопротивление местного населения. Смягчение политики и переход к билингвизму региона произошли в 1980-е гг.